# Vodorazdelni
Vodorazdelni - Водораздельный (rus) és un possiólok del krai de Krasnodar, a Rússia. Es troba a 17 km al nord de Krilóvskaia i a 178 km al nord-est de Krasnodar, la capital. Pertany al municipi de Novosserguíievskaia.